# Các trường phái mỹ thuật hiện đại

## Trường phái ấn tượng- Impressionism (1874- 1886)
Xuất hiện từ cuối những năm 1800, khởi đầu cụ thể năm 1874, khi một nhóm họa sĩ tại Paris cùng trưng bày các bức họa nhỏ, bất nghi thức. Giới phê bình nghệ thuật đã dùng ngay tên tác phẩm của Claude Monet là Ấn tượng, Bình minh (Impression, Sunrise, sơn dầu, 1872) để đặt tên cho nhóm. Và thế là cái tên [[Impressionist - Các nhà ấn tượng đã trở thành cái tên được cả nhóm nghệ sĩ chấp nhận.
Điểm nổi bật của nhóṃ là màu sáng và tươi, với cái nhìn mới mẻ về thế giới, trong đó thế giới hiển thị qua các đốm màu lung linh đủ cung bậc.
Đa số các đề tài, đối tượng để vẽ của các họa sĩ Ấn Tượng đều là hiện đại, thể hiện các đại lộ và khu giải trí ở Paris, hay cảnh vật ngoại ô tràn ngập dân du lịch và giới kỹ nghệ.
Về kỹ thuật, có thể thấy các họa sĩ phá bỏ cách vẽ truyền thống với mọi đối tượng, dùng các nét vẽ ngắn, các đường quệt màu đa dạng (stroke, taché) để tóm bắt cái cảnh quan toàn diện của cảnh vật. "Họ thường cũng không chú ý nhiều đến chi tiết của từng vật thể hiện trên tranh. Đa số giới họa sĩ Ấn Tượng vẽ bằng sự đối lập - contrast - của màu sắc, có khi va đập, đối chọi rất mạnh. Họ cũng bỏ bớt quy luật vẽ màu ấm lên trên nền xanh thẫm, từ chối áp dụng phương pháp vẽ cổ điển vốn coi trọng hiệu ứng sáng - tối thể hiện qua các màu hay tông màu sáng - tối".

## Trường phái hậu ấn tượng(Post Impressionism 1886- 1910)
Bắt đầu ở châu Âu từ cuối thế kỷ 18

## Trường phái Dã thú - Fauvism(1905-1909)
Trường phái Dã thú là trường phái hội họa có phong cách thể hiện đặc biệt dữ dội về màu sắc với những mảng nguyên sắc gay gắt, những đường viền mạnh bạo, dứt khoát, không diễn tả khối, không vờn sánh tối. Trường phái Dã thú mang tính tiên phong trong nền nghệ thuật châu Âu nửa đầu thế kỉ XX
Đại diện tiêu biểu nhất là họa sĩ người Pháp Henri Matisse (1869-1954
Các tác phẩm tiêu biểu:- "Sự hài hoà của màu đỏ","Điệu nhảy" của Matisse
- "Phong cảnh với những cây màu đỏ" của Vlaminck
- "Cầu London" của Derain

## Trường phái biểu hiện- Expressionism (1906-1919)
Khởi nguồn từ trường phái Biểu Hiện Đức

## Trường phái lập thể- Cubism (1909-1926)
Đại diện là Picasso

## Trường phái tương lai- Futurism (1909-1918)
Trường phái này mạnh nhất ở Italy.

## Trường phái Dada(Dadaism) (1916-1922)
Theo đuổi những ý tưởng và nguyên tắc mới lạ.

## Trường phái siêu thực - Surrealism(1924-1938)
Trường phái này thể hiện những tác phẩm nghệ thuật bằng tranh và bằng chữ viết.

## Trường phái biểu hiện trừu tượng- Abstract Expressionism (những năm 1940)
Sự kết hợp giữa trường phái biểu hiện và trừu tượng.

## Trường phái Kinetic Art(1950's-1960's)
Chủ trương khai thác được các khía cạnh nghệ thuật cảm xúc.

## Trường phái Pop Art(1961-1968)
Pop Art là trào lưu nghệ thuật mới ra đời ở Anh trong thập kỷ 50 của thế kỷ 20. Song nơi nó phát triển rực rỡ nhất và để lại dấu ấn trong lịch sử mỹ thuật chính là tại Mỹ.
Pop Art nổi tiếng với các bức họa lấy những đề tài bình dân, phổ biến với mọi người như các thần tượng mà mọi người tôn thờ trong ca nhạc, phim ảnh, nhãn mác sản phẩm, tranh quảng cáo, bao bì sản phẩm... thậm chí đôi giày, tờ báo... làm chủ đề chính để sáng tạo nghệ thuật.
Cách thể hiện của trường phái Pop Art chấp nhận tất cả các cách có thể. Bức họa "Marilyn Monroe" là một trong những tác phẩm tiêu biểu cho Pop Art, tác phẩm này thể hiện bằng phương pháp in lưới, bằng máy. Nhiều tác phẩm khác được thể hiện bằng phần mềm máy tính, in bằng máy. Nhiều tác phẩm gắn cả "vật thật" như báo chí, lon bia, chai lọ... lên tranh.
Một số bức họa đắt giá nhất của trường phái này vốn là minh họa cho truyện tranh.

## Trường phái Op Art(1964-1967)
Là làn sóng nghệ thuật mới liên quan đến ảo giác.

## Trường phái Minimalism(1966-1970)
Đơn giản hóa mọi thứ tối đa, kiệm lời, trường phái này có tên Việt là "nghệ thuật tối giản". Trong tranh, các hình tượng, màu sắc, chi tiết đều ít nhất trong mức có thể.
Nghệ thuật tối giản trong hội họa là một nhánh ứng dụng tương đương với các nhánh khác trong kiến trúc, trang trí...